# Zanzopsis inanitus
Zanzopsis inanitus är en stekelart som först beskrevs av Cameron 1909.  Zanzopsis inanitus ingår i släktet Zanzopsis och familjen bracksteklar. Inga underarter finns listade i Catalogue of Life.